# Gregor Hoffmann
Gregor Hoffmann (* 5. Dezember 1970 in Potsdam-Babelsberg) ist ein deutscher Politiker der CDU. Von 1999 bis 2011 war er Mitglied des Berliner Abgeordnetenhauses. Seit 2011 ist er Mitglied der Bezirksverordnetenversammlung Berlin-Lichtenberg, seit 2023 deren Vorsteher.

## Leben
Gregor Hoffmann besuchte die Polytechnische Oberschule und absolvierte von 1987 bis 1989 eine Berufsausbildung zum Facharbeiter für Datenverarbeitung. Von 1991 bis 1994 folgte eine zweite Ausbildung zum Sozialversicherungsfachangestellten und anschließend eine berufliche Weiterbildung. Hoffmann studierte Wirtschafts- (Diplom-Kaufmann (FH)) und Verwaltungswissenschaften (MPA). Seit 1994 ist er bei der Deutschen Rentenversicherung Bund beschäftigt, wo er von 2015 bis 2020 als Organisationsberater eingesetzt war. Seit 2020 ist er als Führungskraft tätig.

## Politik
Hoffmann trat 1994 in die CDU ein und war von 1995 bis 2000 Vorsitzender der Jungen Union im Kreisverband Berlin-Hohenschönhausen und dort von 2000 bis 2007 auch Vorsitzender des Ortsverbandes der CDU. 2007 übernahm er das Amt des Kreisvorsitzenden in Berlin-Lichtenberg und übte diese Funktion bis 2011 aus. Ebenfalls bis 2011 war er Landes- und Bundesparteitagsdelegierter der Lichtenberger CDU. Hoffmann leitete 2012 bis 2013 das Forum Arbeit und Soziales der CDU Berlin.
Von 1995 bis 1999 war er Bezirksverordneter in Berlin-Hohenschönhausen und ab 1997 stellvertretender Fraktionsvorsitzender. Von 1999 bis 2011 war Hoffmann Mitglied des Abgeordnetenhauses von Berlin. Dort war er Vorstandsmitglied der CDU-Fraktion und als Sprecher für Soziales sowie als Obmann im Petitionsausschuss tätig. Seit 2004 war er Bürgerbeauftragter seiner Fraktion. Hoffmann war Mitglied des Hauptausschusses, des Ausschusses für Arbeit, Integration, berufliche Bildung und Soziales sowie stellvertretender Vorsitzender des Petitionsausschusses.
Seit 2011 ist Hoffmann Mitglied der Bezirksverordnetenversammlung Berlin-Lichtenberg, von 2011 bis 2023 war er Vorsitzender der CDU-Fraktion. Nach der Wiederholungswahl der Bezirksverordnetenversammlungen in Berlin wurde er 2023 zum Vorsteher der Bezirksverordnetenversammlung gewählt.